# 25258 Nathaniel
25258 Nathaniel è un asteroide della fascia principale. Scoperto nel 1998, presenta un'orbita caratterizzata da un semiasse maggiore pari a 3,0393691 UA e da un'eccentricità di 0,1014754, inclinata di 11,38544° rispetto all'eclittica.